# Štefan Čambal
Štefan Čambal (Bratislava, 16 de diciembre de 1908-Praga, 18 de julio de 1990) fue un jugador y entrenador de fútbol checoslovaco. En su etapa como jugador profesional se desempeñaba como centrocampista.

## Selección nacional
Fue internacional con la selección checoslovaca en 22 ocasiones. Formó parte de la selección subcampeona de la Copa del Mundo de 1934.

### Participaciones en Copas del Mundo
| Mundial                        | Sede   | Resultado  | Partidos | Goles |
| ------------------------------ | ------ | ---------- | -------- | ----- |
| Copa Mundial de Fútbol de 1934 | Italia | Subcampeón | 4        | 0     |

## Equipos

### Como jugador
| Equipo             | País           | Año       |
| ------------------ | -------------- | --------- |
| 1. ČsŠK Bratislava | Checoslovaquia | 1927-1929 |
| Teplitzer FK       | Checoslovaquia | 1929-1930 |
| Slavia Praga       | Checoslovaquia | 1931-1936 |
| SK Baťa Zlín       | Checoslovaquia | 1937-1938 |
| SK Židenice        | Checoslovaquia | 1938-1939 |

### Como entrenador
| Equipo               | País                 | Año       |
| -------------------- | -------------------- | --------- |
| Selección nacional   | República Eslovaca   | 1939-1945 |
| SK Baťa Zlín         | Checoslovaquia       | 1945-1946 |
| Selección nacional   | Checoslovaquia       | 1949      |
| Vítkovické železárny | Checoslovaquia       | 1949-1952 |
| Jiskra Liberec       | Checoslovaquia       | 1955      |
| Dukla Pardubice      | Checoslovaquia       | 1957-1958 |
| Vorwärts Berlin      | Alemania Democrática | 1959-1962 |
| Sydney Prague        | Australia            | 1964-1966 |
| Lokomotíva Košice    | Checoslovaquia       | 1966-1968 |
| Sparta Praga         | Checoslovaquia       | 1975-1976 |

## Palmarés

### Como jugador

#### Campeonatos nacionales
| Título           | Equipo       | País           | Año  |
| ---------------- | ------------ | -------------- | ---- |
| Primera División | Slavia Praga | Checoslovaquia | 1931 |
| Primera División | Slavia Praga | Checoslovaquia | 1933 |
| Primera División | Slavia Praga | Checoslovaquia | 1934 |
| Primera División | Slavia Praga | Checoslovaquia | 1935 |

### Como entrenador

#### Campeonatos nacionales
| Título                 | Equipo       | País           | Año  |
| ---------------------- | ------------ | -------------- | ---- |
| Copa de Checoslovaquia | Sparta Praga | Checoslovaquia | 1976 |